# صف (قواعد البيانات)

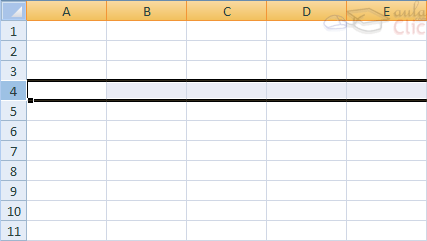

في سياق قواعد البيانات، يمثل الصف عنصر واحد من البيانات في الجدول. بكلمات أخرى، يمكن النظر إلى الجدول في قاعدة البيانات على أنه يحتوي على صفوف وأعمدة. كل صف في الجدول يمثل مجموعة من البيانات المترابطة، وكل صف في الجدول لديه نفس الهيكلية.